# ロバートウォーターマン
ロバート・ウォーターマン（Robert Waterman、1984年11月20日 - ）は、日本の男性俳優、声優、ナレーター。ロボットアニメーション主題歌風の楽曲を主に製作しているV.S UNIONメンバーとしても活動している。ヘヴィメタルバンドLIGHTNINGの元ヴォーカルである。

## 経歴・人物
身長182cm、体重130kgの巨漢。
趣味はゲーム、映画鑑賞、武器収集、サックス、読書、スキー。
2007年、俳優座養成所に入所。
同時期にヘヴィメタルバンドLIGHTNINGの2代目ボーカルとして活動を開始する。
2008年、俳優座研究所を卒業し、劇団元氣エンターテインメントシアターへ入団。
2011年、LIGHTNINGを脱退。現在はパワー・ライズ所属。

## 出演作品

### テレビドラマ
- MISSION ENGLISH（エージェント）

### テレビアニメ
2010年代
- パブー&モジーズ（2012年、モジトレイン）
- Persona4 the Golden ANIMATION（2014年）
- ぐらんぶる（2018年 - 2025年、藤原健太） - 2シリーズ
- ソードアート・オンライン アリシゼーション War of Underworld（2019年 - 2020年、アメリカ人ゲーマー、赤い兵士、米国プレイヤー） - 2シリーズ
- 魔入りました!入間くん（2019年、ベヘモルト）

2020年代
- 八男って、それはないでしょう!（2020年、アルテリオ）
- オルタンシア・サーガ（2021年、巨大アンデッド）
- SSSS.DYNAZENON（2021年、合唱部顧問） - 2023年に劇場総集編公開
- 宇宙なんちゃら こてつくん（2022年、トト）
- ブルーロック（2023年、ダダ・シウバ）
- 真夜中ぱんチ（2024年、バンドマン）
- 戦隊大失格（2025年、薔薇木噴牙）

### 劇場アニメ
- フリクリ プログレ（2018年、客）
- 映画ざんねんないきもの事典（2022年、英語ナレーション）

### ゲーム
- ガチトラ! 〜暴れん坊教師 in High School〜（マスター、ラブ店長）
- 新三國志
- モンスターストライク（2019年、ミルヴァートン[6]）
- クイズRPG 魔法使いと黒猫のウィズ（2020年、マスク・ザ・ゴールデン[7]）
- Fate/Samurai Remnant（2023年、男 壮年 熱血[8]）
- 八剱伝Switch版（2024年、太騨資正[9]、蟇田権頭）

### ドラマCD
- この恋、神様にご報告!?（2020年、瀧口悟朗）

### 吹き替え

#### 映画
- オン・ザ・カム・アップ
- キラーズ・ウィズイン（ジャック）
- ジェノサイド004（ジョーダン）
- チャイニーズ・ゴースト・ストーリー（イエン・チーアン〈ユン・ワー〉）
- スノーホワイト 白雪姫と7人のドワーフ（鍛冶屋〈アーミン・ローデ〉）

#### アニメ
- ワクフ

### ナレーション
- 政府公報オンライン

### CM
- 戦国ワックス（織田信長）

### ウェブラジオ
- WEBラジオ劇場 ヒーロークロスラインアワー

### ラジオドラマ
- ニードルアイ（銀ワニ 他）

### デジタルコミック
- 現実もたまには嘘をつく（2021年）

### 舞台
- 白いスケッチブック2007
- 海抜3200メートル
- 真夏の夜の夢 ミュージカルファンタジー LOVE2008
- ガールズミュージカル アリババとモルギアナ王女
- ソバにいて欲しい
- カーラヂオが終われば
- ちょいとビターな日曜日
- 四谷於岩稲荷田宮神社勧進奉納舞台なぞらえ屋〜不思議底七歌〜（2011年4月1日 - 3日、吉祥寺 前進座劇場） - ゲフラビケイット 役（M@A〈迦琉真PROJECT〉とのダブルキャスト）
- ら・むうん なぞらえ屋スピンオフ第二弾「残憧〜雪中紅螢〜」「残笑〜嗚呼青春の接吻道〜」（2011年11月25日 - 27日、戸野廣浩司記念劇場）
- i'nos-stage vol.1「舟をこぐ」（2010年11月11日 - 14日、新宿シアターブラッツ）
- 劇団「怪傑パンダース」
  - 旗揚げ公演パーフェクト・ヒーロー（2011年2月16日 - 20日、笹塚ファクトリー）
  - バンク・バン・レッスン（2011年5月18日 - 29日、新宿・サンモールスタジオ） - 勝又警備員
  - 第2回本公演「リーゼント総理」（2011年10月13日 - 23日、テアトルBONBON）
  - 第3回公演「HOLSTEIN KILLER NEVER DIE!!」（2012年2月15日 - 19日、中野ザ・ポケット）
  - 第4回本公演「ビューティフルドリーマー」（2012年7月25日 - 29日、中野ザ・ポケット）
  - extra stage vol.2「努力しないで出世する方法」（2012年12月12日 - 16日、ウッディシアター中目黒）
  - 第5回本公演「ユメオイビトの航海日誌」（2013年3月13日 - 17日、中野ザ・ポケット）
- ことだま屋本舗EXステージ『クロボーズ』（2016年11月27日） - ステファン 他
- THE LIVE READING 武装少女マキャヴェリズム（2017年） - 増子寺楠男[10]

### シリーズ一覧
1. ↑  Season 1（2018年）、Season 2（2025年）